# Cybosia postpallida
Cybosia postpallida är en fjärilsart som beskrevs av Edward Alfred Cockayne 1951. Cybosia postpallida ingår i släktet Cybosia och familjen björnspinnare. Inga underarter finns listade i Catalogue of Life.